# Eleazar Langman
Pour les articles homonymes, voir Langmann.
Eleazar Langman (en russe : Елеазар Лангман), né en 1895 à Odessa et mort en 1940 à Moscou, est un photographe soviétique particulièrement reconnu au début des années 1930. Aux côtés d'Alexandre Rodtchenko et de Boris Ignatovitch, il forme le noyau de la société photographique « Octobre »,.

## Galerie

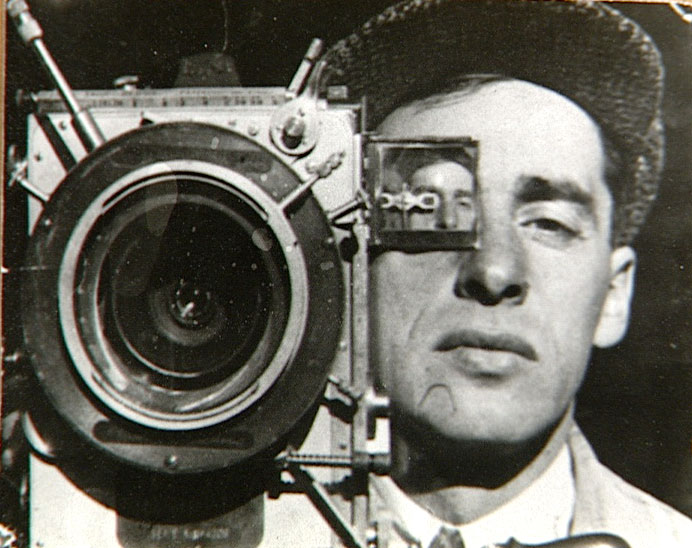
Portrait de Mikhaïl Kaufman, après 1924.
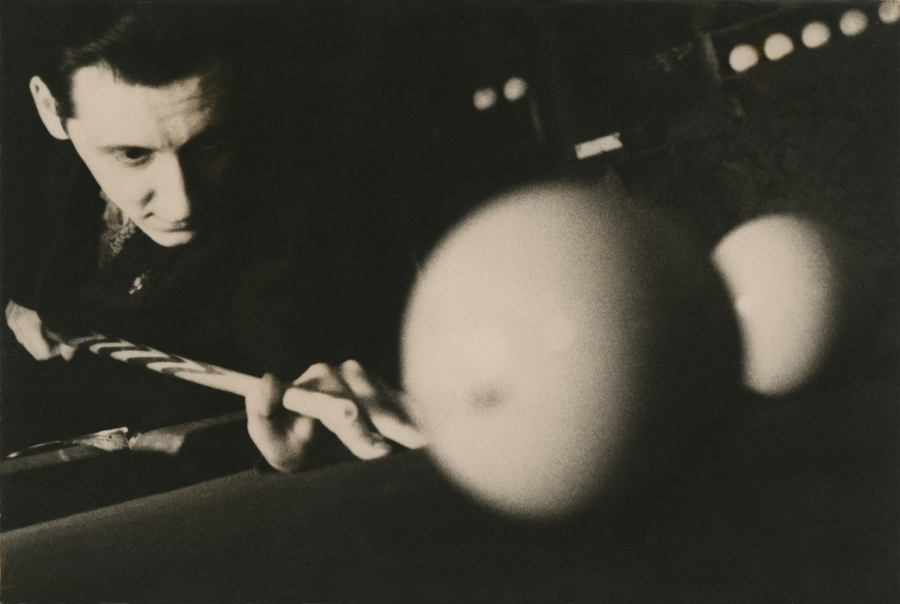
Joueur de billard (Игрок в биллиард), 1928-1930.
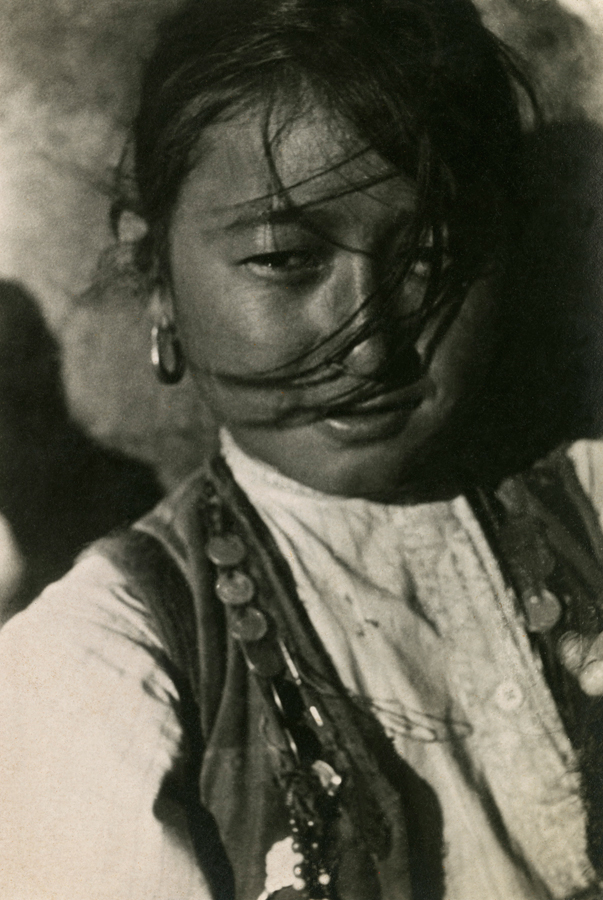
Portrait d'une jeune fille (Портрет девушки), 1934.
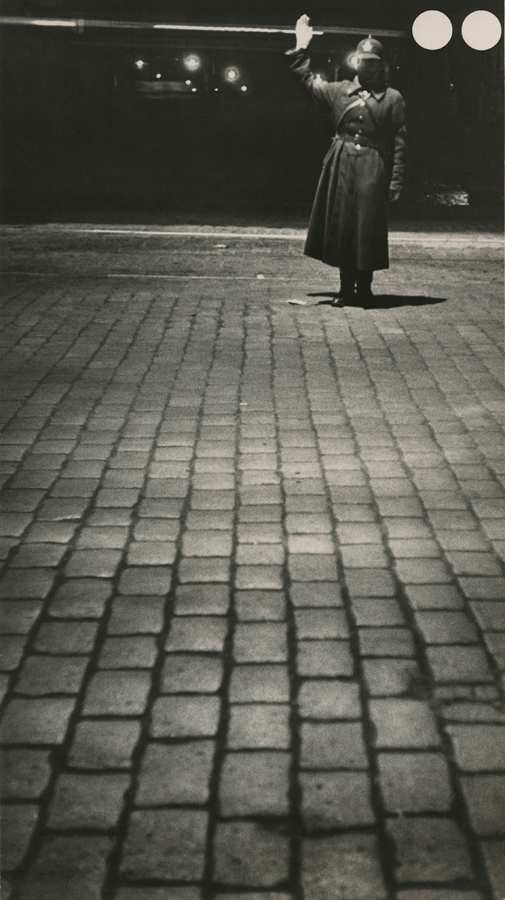
Регулировщик на углу улиц Горького и Грузинской, 1935.